# L'oro di Mina
L'oro di Mina, pubblicato nel 1987, è una raccolta pubblicata sia su VINILE (ORL 8861) che su CD (300 517-2), della cantante italiana Mina.
Questa raccolta non è inclusa nella discografia sul sito ufficiale minamazzini.com.

## Tracce
1. Be-Bop-A-Lula (Vincent/Davis) - 2:55 (inedito su album) - 1958
2. Io sono il vento (Fucilli/Testoni)  - 2:47 (inedito su album) - 1959
3. Personalità (Mr. Personality) (Price/Logan/Gioia/Perotti) - 2:30 - Tratto da Il cielo in una stanza 1960
4. Stessa spiaggia stesso mare (Soffici/Mogol) - 3:13 - Tratto da Stessa spiaggia, stesso mare 1963
5. T'ho visto piangere (Casadei/Poletto) - 2:06 (inedito su album) - 1959
6. Le mile bolle blu (Redi/Pallavicini/Rossi) - 3:54 - Tratto da Due note 1961
7. La ragazza dell'ombrellone accanto (Buffoli/Pallavicini) - 2:20 - Tratto da Stessa spiaggia, stesso mare 1963
8. Cubetti di ghiaccio (Chiosso/Chichellero) - 2:37 - Tratto da Moliendo café 1962
9. Stringimi forte i polsi (Chiosso/Fo/Carpi) - 2:33 - Tratto da Renato 1961
10. Summertime (G.Gershwin/I.Gershwin/Hayward) - 3:55 - Tratto da Moliendo café 1962
11. Una zebra a pois (Luttazzi/Verde/Ciorciolini) - 3:25 - Tratto da Il cielo in una stanza 1960
12. Venus (Ed Marshall) - 2:52 (inedito su album) -  1959
13. Nessuno (De Simone/Capotosti/Mascheroni) - 2:14 - Tratto da Tintarella di luna 1960
14. Just Let Me Cry (Raleigh/Barkan) - 2:16 (inedito su album) - 1963
15. Chega de saudade (Jobim/Calabrese) - 2:46 - Tratto da Stessa spiaggia, stesso mare 1963